# Hein Baxmann
Hein Baxmann (auch Baxmann der Jüngere, Hein; * um 1580 in Hamburg; † 1647 ebenda) war ein Holzbildhauer der Renaissance, von dem in Hamburg und Umgebung viele Werke erhalten sind, vor allem in den Vier- und Marschlanden.

## Leben und Wirken
Hein Baxmann ist der Sohn von Hein Baxmann dem Älteren († zwischen 1599 und 1601), der Holzschnitzer und Tischler war und in Hamburg als Ältermann des Amtes (der Zunft) der Bildschnitzer erwähnt wird. Aus zwei Ehen hatte er 14 Kinder, neben Hein ist noch Peter Baxmann als Holzschnitzer namentlich nachweisbar.
Hein Baxmann dürfte bei seinem Vater gelernt haben, über den weiteren Verlauf seiner Ausbildung und seine Wanderjahre ist jedoch nichts bekannt. Als selbständiger Schnitzer lieferte er, wahrscheinlich mit Unterstützung seines Werkstattbetriebes, Kirchenausstattungen in die ländliche Umgebung Hamburgs. Er war seit 1627 selber Ältermann des Amtes. Bis 1620 wohnte Baxmann am Kattrepel, danach am Gertrudenkirchhof. Seine Schaffensperiode war hochproduktiv, wenn auch wirtschaftlich wahrscheinlich nicht sonderlich erfolgreich, denn der Umzug in den Gertrudenkirchhof war mit dem Verkauf des eigenen Hauses und dem Bezug eines gemieteten Hauses verbunden.
Baxmann vertritt den um 1600 in ganz Norddeutschland verbreiteten, niederländisch beeinflussten Renaissancestil. Besonders seine Altäre zeigen einen eigenständigen Typ, dessen Mittelteil von gotischen Klappaltären beeinflusst ist, erweitert durch Renaissanceaufbauten und von Ornamenten umrahmt. Seine zierlichen Rankenfriese erinnern an Vorlagen der deutschen Kleinmeister. Seine Darstellung der Figuren ist sehr detailliert und plastisch, er lockert die religiösen Themen gelegentlich durch Humor und Hintersinnigkeit auf. Ein bekanntes Beispiel dafür ist der Schubkarrentransport des Armen Sünders in die Hölle auf dem Ochsenwerder Altar. Ob die heutige starke Farbigkeit der Altäre vom Künstler ursprünglich vorgesehen war oder eine spätere Anpassung an den Zeitgeschmack war, ist umstritten.
An den Künstler wird seit 1963 mit dem Hein-Baxmann-Stieg im Hamburger Stadtteil Moorfleet erinnert.

## Werke (Auswahl)

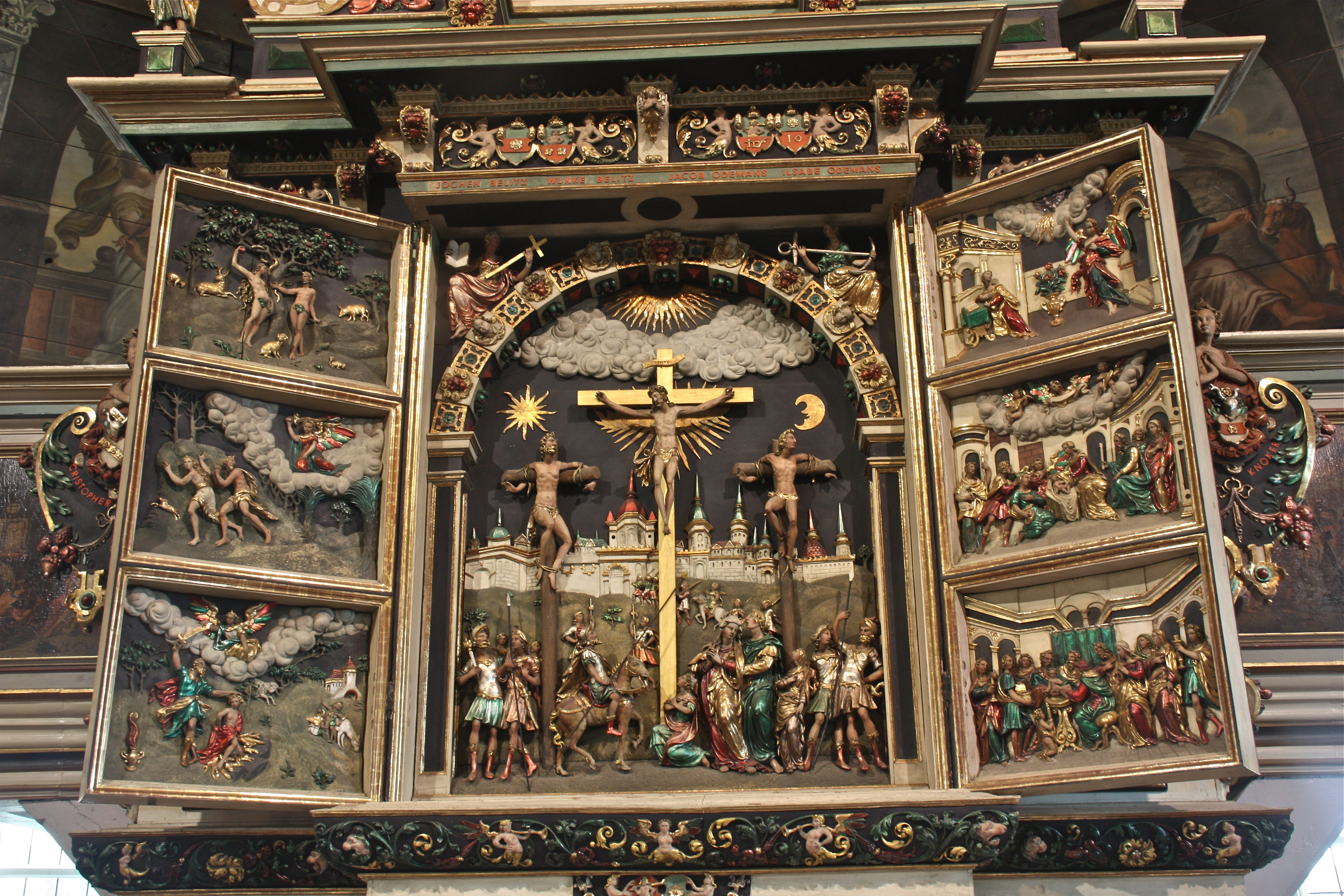
Altar der Dreieinigkeitskirche in Allermöhe

- Kanzel (1611, nicht erhalten) u. Altar (1612/13) für die Dreieinigkeitskirche in Hamburg-Allermöhe
- Altar (1616, nicht erhalten), Kanzel (1621/22, teilweise im Original erhalten) und Gestühl (1625) für die St. Nikolai-Kirche in Hamburg-Moorfleet
- Altar der St. Pankratius-Kirche in Hamburg-Ochsenwerder (1633)
- Altar (1636/37) der St. Nicolai-Kirche in Beidenfleth
- Altar (wohl 1620) der Friedenskirche in Siek

Es gibt Hinweise auf die Lieferung einer Kanzel an die Kirche von Billwerder.